# Flugunfall der ADC Airlines bei Calabar
Der Flugunfall der ADC Airlines bei Calabar ereignete sich am 29. Juli 1995, als eine BAC One-Eleven 203AE der ADC Airlines, mit der ein inländischer Linienflug von Lagos nach Calabar durchgeführt wurde, nach einem instabilen Anflug auf den Zielflughafen bei Starkregen und schlechter Sicht verunfallte. Bei dem Unfall wurde unter den 55 Personen an Bord ein Passagier getötet.

## Maschine
Bei dem betroffenen Flugzeug handelte es sich um eine 1965 gebaute BAC 1-11-203AE mit der Werknummer 041 aus britischer  Produktion, deren Erstflug am 18. Juli 1965 am Flugplatz Hurn erfolgte. Am 20. Juli 1965 wurde die Maschine an die Braniff International Airways ausgeliefert, bei der sie das Luftfahrzeugkennzeichen N1547 und die Flottennummer 547 erhielt. Am 6. April 1972 wurde die Maschine an Allegheny Airlines übergeben, am 28. Oktober 1979
übernahm sie USAir. Ab dem 20. Juli 1982 war die Maschine an Air Illinois verleast, bei der sie unter dem Taufnamen Les Smith betrieben wurde, ehe sie zum 18. April 1984 an USAir zurückgegeben wurde. Im Oktober 1984 übernahm Florida Express die Maschine, ehe sie am 1. März 1988 von Braniff wieder zugelassen wurde. Zum 1. September 1988 übernahm die Flugzeugleasinggesellschaft Guinness Peat Aviation die Maschine, ließ sie mit dem neuen Kennzeichen EI-BWO wieder zu und rückverleaste sie wieder an die Braniff. Seit dem 27. April 1991 leaste ADC Airlines die Maschine.  Das zweistrahlige Mittelstrecken-Schmalrumpfflugzeug war mit zwei Triebwerken des Typs Rolls-Royce Spey 506-14D ausgestattet.

## Passagiere und Besatzung
Den Flug hatten 49 Passagiere angetreten. Es befand sich eine sechsköpfige Besatzung an Bord.

## Unfallhergang
Die Maschine befand sich im Anflug auf Landebahn 03 des Flughafens Calabar. Es herrschten schwierige Wetterbedingungen in Form von Starkregenfällen, Turbulenzen und einer Wolkenuntergrenze von 240 Metern. Die Sicht war auf 2.800 Meter beschränkt. Der Endanflug wurde instabil ausgeführt und die Maschine war nicht entlang der Mittellinie der Landebahn ausgerichtet. Beim ersten Aufsetzen hatte das linke Hauptfahrwerk Bodenkontakt im Bereich der Grünfläche links von der Landebahn. Der Kapitän versuchte die Spur zu korrigieren, doch die Maschine brach nach rechts zurück auf die Landebahn aus und überschoss das Landebahnende. Die Maschine prallte gegen einen Graben und kam 1.500 Meter weiter zum Stehen. Eines der Triebwerke geriet nach dem Aufprall in Brand. Ein Besatzungsmitglied wurde bei dem Unfall getötet, zehn weitere Insassen wurden verletzt.

## Ursache
Die Unfallermittler kamen zu dem Ergebnis, dass der übereilte Direktanflug schlecht geplant gewesen war. Sie vermuteten, dass dies an den fehlerhaften Wetterdaten gelegen hatte, die dem Flugkapitän übermittelt worden waren und daran, dass das Drehfunkfeuer fehlerhafte Parameter anzeigte.